# Ga Văn Quán
Ga Văn Quán là một trong những nhà ga tàu điện của Tuyến đường sắt đô thị Cát Linh - Hà Đông, nằm trên đường Trần Phú, phường Văn Quán, quận Hà Đông, Hà Nội.

## Lịch sử
- 6 tháng 11 năm 2021: Đi vào hoạt động với việc khánh thành Tuyến số 2A: Cát Linh – Hà Đông [2][3]

## Bố trí ga

### Tuyến 2A
| 2F Tầng ke ga                   | Ke ga bên, cửa sẽ mở ở bên phải                    | Ke ga bên, cửa sẽ mở ở bên phải                                         |
| Ke ga 1                         | ← T2A Tuyến 2A đi Phùng Khoang (Hướng đi Cát Linh) |                                                                         |
| Ke ga 2                         | T2A Tuyến 2A đi Hà Đông (Hướng đi Yên Nghĩa) →     |                                                                         |
| Ke ga bên, cửa sẽ mở ở bên phải |                                                    |                                                                         |
| 1F Tầng trung chuyển            | Tầng 1                                             | Khu bán vé, khu thương mại, khu kỹ thuật, lối lên xuống và cổng soát vé |
| G                               | Mặt đất                                            | Lối lên xuống                                                           |

## Xung quanh nhà ga
- Học viện Công nghệ Bưu chính viễn thông
- Trường Đại học Kiến trúc Hà Nội
- Trung tâm Giới thiệu việc làm số 2
- Trường THCS Văn Quán
- Tháp Doanh Nhân
- Sở Tư pháp Hà Nội

## Hình ảnh

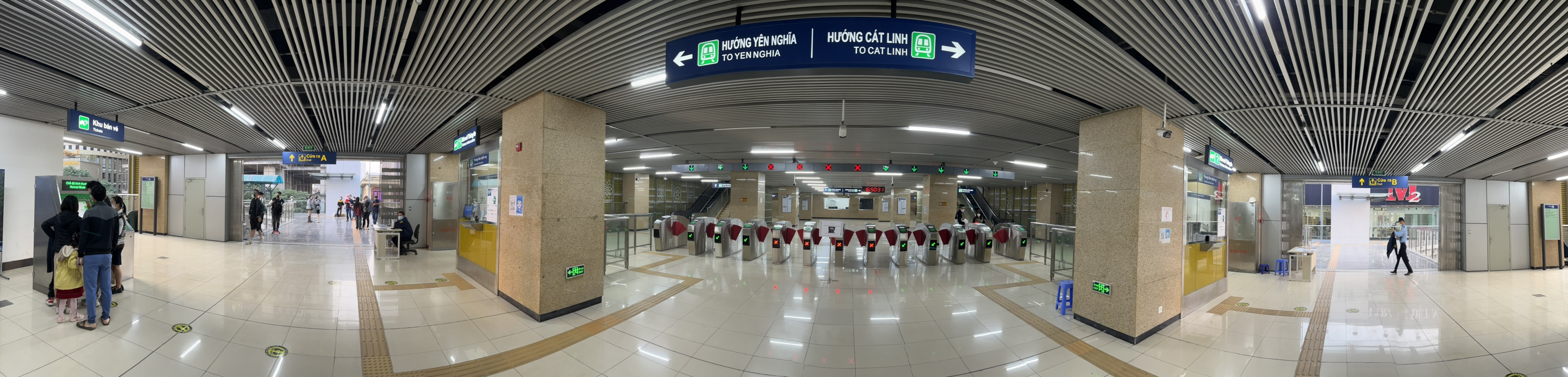
Một góc ảnh rộng tại cửa nhận vé ga Văn Quán.

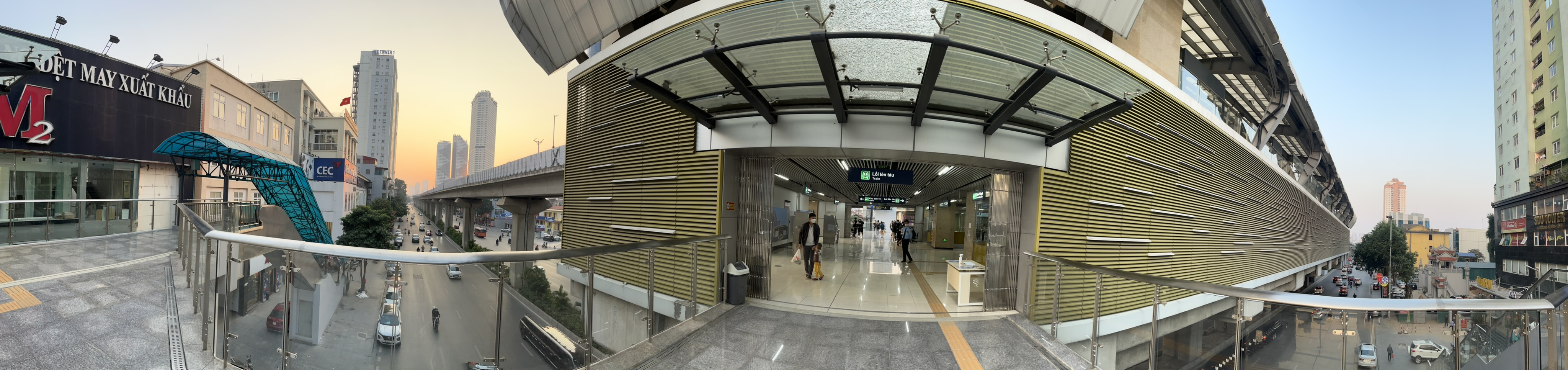
Một góc ảnh rộng khác tại cầu kính dẫn vào ga Văn Quán.